# Бојана Маљевић
Бојана Маљевић (Београд, 28. мај 1974) српска је глумица и продуценткиња.

## Биографија
Рођена је у у филмској породици. Њен отац Бојан Маљевић (1946) је продуцент, а и млађа сестра Ана Маљевић (1978) глумица.
Глуму је дипломирала на Факултету драмских уметности у Београду, у класи професора Предрага Бајчетића.
Бојана Маљевић је била продуцент филмова До коске и Сестре, чија је тема трговина људима.
Са шест година је глумила у ТВ серијалу Серија о бојама. Постала је позната глумећи главну женску улогу у филму Булевар револуције из 1992. године. Играла је у многим телевизијским серијама а најпознатија је по улози у телевизијској серији Отворена врата где је глумила Ану Анђелић, играла је и у неколико позоришних комада на београдским сценама. Бавила се и синхронизацијом цртаних филмова.
У анимираном филму Ледено доба 2: Отапање била је редитељ синхронизације. Била је оснивач и уредник националне телевизије за децу и младе Хепи ТВ.
Власница је продуцентске куће Monte Royal Pictures.
Удата је за режисера Бобана Скерлића са којим има два сина. Говори енглески и немачки језик. Тренутно ради као директорка програма креативна профукција на Факултету за економију, финансије и администрацију Универзитета Метрополитан.

## Награде
- Дебитантска награда на фестивалу у Нишу 1987. за улогу у филму Лагер Ниш
- Награда за главну женску улогу на фестивалима у Нишу и Херцег Новом 1992. за филм Булевар револуције
- Награда за главну женску улогу у филму Ни на небу, ни на земљи на фестивалима у Нишу и Херцег Новом 1994. године
- Повеља за најбољу женску улогу у филму Нож на филмским сусретима у Нишу

## Филмографија
| Год.       | Назив                              | Улога                 |
| ---------- | ---------------------------------- | --------------------- |
| 1980.      |                                    |                       |
| 1980.      | Серија о бојама (ТВ серија)        | девојчица             |
| 1986.      | 16 пута Бојан (ТВ серија)          | Тијана                |
| 1987.      | Лагер Ниш                          | Јелена Зарић          |
| 1987.      | Соба 405 (ТВ серија)               | Тијана                |
| 1988.      | Вук Караџић (ТВ серија)            | Ружа Караџић          |
| 1990.      |                                    |                       |
| 1990.      | Берниса јача од смрти              | Берниса               |
| 1992.      | Булевар револуције                 | Биљана Милисављевић   |
| 1992.      | Слон бетон телевисион              |                       |
| 1993.      | Снежна краљица                     | Снежна краљица        |
| 1994.      | Ни на небу, ни на земљи            | Ана                   |
| 1994—2013. | Отворена врата                     | Ана Анђелић           |
| 1995.      | Крај династије Обреновић           | Војка Луњевица        |
| 1996.      | До коске                           | Маја                  |
| 1999.      | Код мале сирене                    |                       |
| 1999.      | Нож                                | Милица Јанковић       |
| 1999.      | Бело одело                         | курва                 |
| 2000.      |                                    |                       |
| 2001.      | Виртуална стварност                | Тања                  |
| 2002.      | Класа 2002                         |                       |
| 2002.      | Лисице                             | Стефанија             |
| 2007.      | Балкански синдром                  | Дијана                |
| 2008.      | На лепом плавом Дунаву             | Маријана из Словеније |
| 2009.      | На лепом плавом Дунаву (ТВ серија) | Маријана из Словеније |
| 2010.      |                                    |                       |
| 2011.      | Живот после живота                 |                       |
| 2011.      | Сестре                             | Државни тужилац       |
| 2011.      | Топ је био врео                    | Муневера              |
| 2012—2013. | Будва на пјену од мора             | Катарина Љубибратић   |
| 2014.      | Европа, бре! (ТВ серија)           | као продуцент         |
| 2019.      | Дуг мору                           | Светлана              |

## Улоге у цртаним филмовима
| Година синх. | Цртани филм                     | Улоге                                                                       |
| ------------ | ------------------------------- | --------------------------------------------------------------------------- |
| 2004.        | Грчка митологија                | Аталанта, Артемида, Афродита (С1Е9), Андромеда, краљица Касиопеја, Филоноја |
| 2005.        | Барби иде у Холивуд             | Деланси                                                                     |
| 2005.        | Ноди                            | Мајмуница Марта                                                             |
| 2006.        | Барби: Феритопија (Хепи)        | Лаверна, Азура                                                              |
| 2006.        | Мрљице                          | Приповедачица                                                               |
| 2006.        | Тролови                         | Топаз                                                                       |
| 2006.        | Јагодица Бобица                 | Пеница (Пеперминт) (С2), Пахуљица, Мандариница                              |
| 2006.        | Барби и 12 принцеза             | Твајла                                                                      |
| 2006.        | Барби Феритопија: Сиренија      | Лаверна, Азура                                                              |
| 2006.        | Поли Покет: Полин свет          |                                                                             |
| 2007.        | Хоћу ја                         | Птица Цаца, жирафа Живка                                                    |
| 2007.        | Барби Феритопија: Чаролија дуге | Лаверна, Азура, Сунчица                                                     |
| 2007.        | Барбини дневници (Хепи)         | Барби                                                                       |
| 2007.        | Краљ шамана                     | Џун Тао                                                                     |
| 2007.        | Вива пињата (Хепи)              | споредне улоге                                                              |
| 2008.        | Учите са Нодијем                | Мајмуница Марта                                                             |